# Большаков, Дмитрий Иванович
Дмитрий Иванович Большаков (1921—1988) — старший сержант Рабоче-крестьянской Красной Армии, участник Великой Отечественной войны, Герой Советского Союза (1945).

## Биография
Дмитрий Большаков родился 8 ноября 1921 года в селе 2-я Петровка (ныне — Колпнянский район Орловской области) в крестьянской семье. Получил неполное среднее образование, работал слесарем на донецкой шахте № 19. В 1941 году был призван на службу в Рабоче-крестьянскую Красную Армию. С того же года — на фронтах Великой Отечественной войны. К январю 1945 года гвардии младший сержант Дмитрий Большаков был разведчиком 140-го гвардейского стрелкового полка 47-й гвардейской стрелковой дивизии 8-й гвардейской армии 1-го Белорусского фронта. Отличился во время освобождения Польши.
16 января 1945 года Большаков первым из своего подразделения ворвался в населённый пункт Закшев в 2 километрах к востоку от города Варка, где уничтожил более десяти немецких солдат и офицеров. 31 января во время боя за Шверин получил ранение, но поля боя не покинул. 24 марта во время боя к югу от Кюстрина уничтожил два вражеских танка.
Указом Президиума Верховного Совета СССР от 31 мая 1945 года за «образцовое выполнение боевых заданий командования на фронте борьбы с немецко-фашистскими захватчиками и проявленные при этом мужество и героизм» гвардии младший сержант Дмитрий Большаков был удостоен высокого звания Героя Советского Союза с вручением ордена Ленина и медали «Золотая Звезда».
После окончания войны в звании старшего сержанта Большаков был демобилизован. В 1947 году вступил в ВКП(б). Проживал в Донецке, работал сначала на комбинате «Донецкуголь», затем в тресте «Рутченкоуголь». Скончался 20 марта 1988 года.
Был также награждён орденами Октябрьской Революции, Отечественной войны 1-й степени, Трудового Красного Знамени, Славы 2-й и 3-й степеней, Польским крестом, а также рядом медалей. Почётный гражданин Познани. Бюст Большакова установлен в посёлке Колпны Орловской области.